# Didar Fawzy-Rossano
Didar Fawzy-Rossano est une révolutionnaire égyptienne, née Diane Rossano le 20 août 1920 au Caire et morte le 26 mai 2011 à Genève, renversée par une automobile,.

## Biographie
Juive égyptienne, issue d’une famille aisée d’origine italienne, elle commence à militer pour une organisation communiste au début des années 1940, auprès de son cousin Henri Curiel. En 1942, elle épouse Osman Fawzy, jeune officier des blindés, membre des Officiers libres, et rejoint avec lui le Mouvement égyptien de libération nationale, dirigé par Curiel et devenu le Mouvement démocratique de libération nationale après la fin de la guerre.
En 1954, elle rejoint Henri Curiel à Paris pour soutenir l'action du Front de libération nationale algérien ; elle participe à de nombreuses actions clandestines lors de la guerre d'Algérie,.
Elle est arrêtée par la police française pour avoir « porté des valises » en décembre 1960, mais réussit à s'évader de la prison de La Roquette en février 1961 avec Zina Haraigue, Fatima Hamoud, Hélène Cuenat, Micheline Pouteau, et Jacqueline Carré, ce qui la rend célèbre.
Après l’indépendance, elle participe aux chantiers de jeunesse algériens, et soutient une thèse d’histoire sur le Soudan à l’université Paris-VII. Elle se consacre également à la lutte contre l’apartheid.
Elle a publié divers ouvrages sur le Soudan dont elle était une spécialiste.

## Sources
1. 1 2 3 4  Nécrologie du Monde, 22 juin 2011, p. 25
2. 1 2 3 4 5  Salima Sahraoui Bouaziz, Akila Abdelmoumen Ouared, « Hommages à Didar Fawzy-Rossano », Socialgérie, publié le 10 juin 2011, consulté le 22 juin 2011
3. 1 2 3  « Algérie: Didar Fawzy Rossano, la clandestine d’Alger », publié le 10 juin 2011, consulté le 23 juin
4. ↑   « Didar Fawzy-Rossano, révolutionnaire et internationaliste des XIXe et XXe siècles », Socialgérie, publié le 2 juin 2011, consulté le 22 juin 2011